# Auguste Garrebeek
Auguste Garrebeek (10 de janeiro de 1912 — 20 de outubro de 1973) foi um ciclista belga. Competiu como representante de seu país nos Jogos Olímpicos de Verão de 1936, conquistando a medalha de bronze no contrarrelógio por equipes, junto com Armand Putzeys e François Vandermotte.